# Exothea copalillo
Exothea copalillo là một loài thực vật có hoa trong họ Bồ hòn. Loài này được (Schltdl.) Radlk. mô tả khoa học đầu tiên năm 1888.